# Филиппова, Нина Сергеевна
Нина Сергеевна Филиппова (1919—2004) — советская журналистка, работник печати, главный редактор журнала «Знание — сила» в пору его расцвета.

## Биография
Родилась в Смоленске, в 1923 году семья переехала в Петроград. Окончила Коммунистический институт журналистики (1940), работала в газете «Смена». В марте 1942 года увезла больного дистрофией отца в эвакуацию в Алма-Ату, после чего была направлена на работу в ЦК ВЛКСМ литсотрудником прессгруппы отдела агитации и пропаганды. В течение 1943 года служила в газете Первой отдельной добровольческой женской стрелковой бригады, а после её расформирования вернулась в ЦК ВЛКСМ.
Работала там в различных отделах и в редакции ведомственного журнала «Комсомольский работник». Была заместителем главного редактора издательства «Молодая гвардия» (1952—1956), заместителем главного редактора одноимённого журнала (1956—1959), заведующей отделом науки «Литературной газеты» (1959—1963), редактором отдела науки и техники Главной редакции пропаганды Гостелерадио (1963—1965).
В 1966 году при поддержке В. Болховитинова назначена главным редактором журнала «Знание — сила». В 1968 году вошла в конфликт с руководством Госкомитета по профтехобразованию (журнал находился в его ведомственном подчинении). Председатель комитета А. Булгаков подписал приказ о её увольнении, но приказ следовало согласовать с ЦК КПСС, а Филиппова смогла заручиться поддержкой работников отдела пропаганды А. Н. Яковлева и Н. И. Биккенина. В результате журнал был переведён в ведение общества «Знание», а Филиппова сохранила свой пост.
В 1978 году председателем общества «Знание» был избран академик Н. Г. Басов, который решил изменить профиль журнала на узкотехнический, но Филиппова смогла убедить заведующего отделом пропаганды Е. М. Тяжельникова, что журнал приносит больше пользы в настоящем виде.
В 1989 году вышла на пенсию. Умерла от инсульта. Похоронена на Востряковском кладбище.

## Семья
- Отец — Сергей Степанович Филиппов (1884—1948).
- Мать — Антонина Яковлевна, урождённая Щукина. Дочь дьякона, сельская учительница. В молодости входила в круг общения А. Р. Беляева.
- Муж — литературный критик Андрей Турков.